# Серова, Ирма Павловна
Ирма Павловна Серо́ва (13 мая 1924, Ярославль, РСФСР — 14 января 2016, Иваново, Российская Федерация) — советская и российская театральная актриса, выступавшая на сцене Ивановского драматического театра, заслуженная артистка РСФСР.

## Биография
Участница Великой Отечественной войны. Санитарка, была ранена.
Была более сорока лет выступала на сцене Ивановского драматического театра.
Являлась членом Ивановского отделения Союза театральных деятелей России.

## Награды и звания
Заслуженная артистка РСФСР (9.12.1983).
Награждена орденом Отечественной войны II степени (06.11.1985).